# Schwimmbad Felsenau

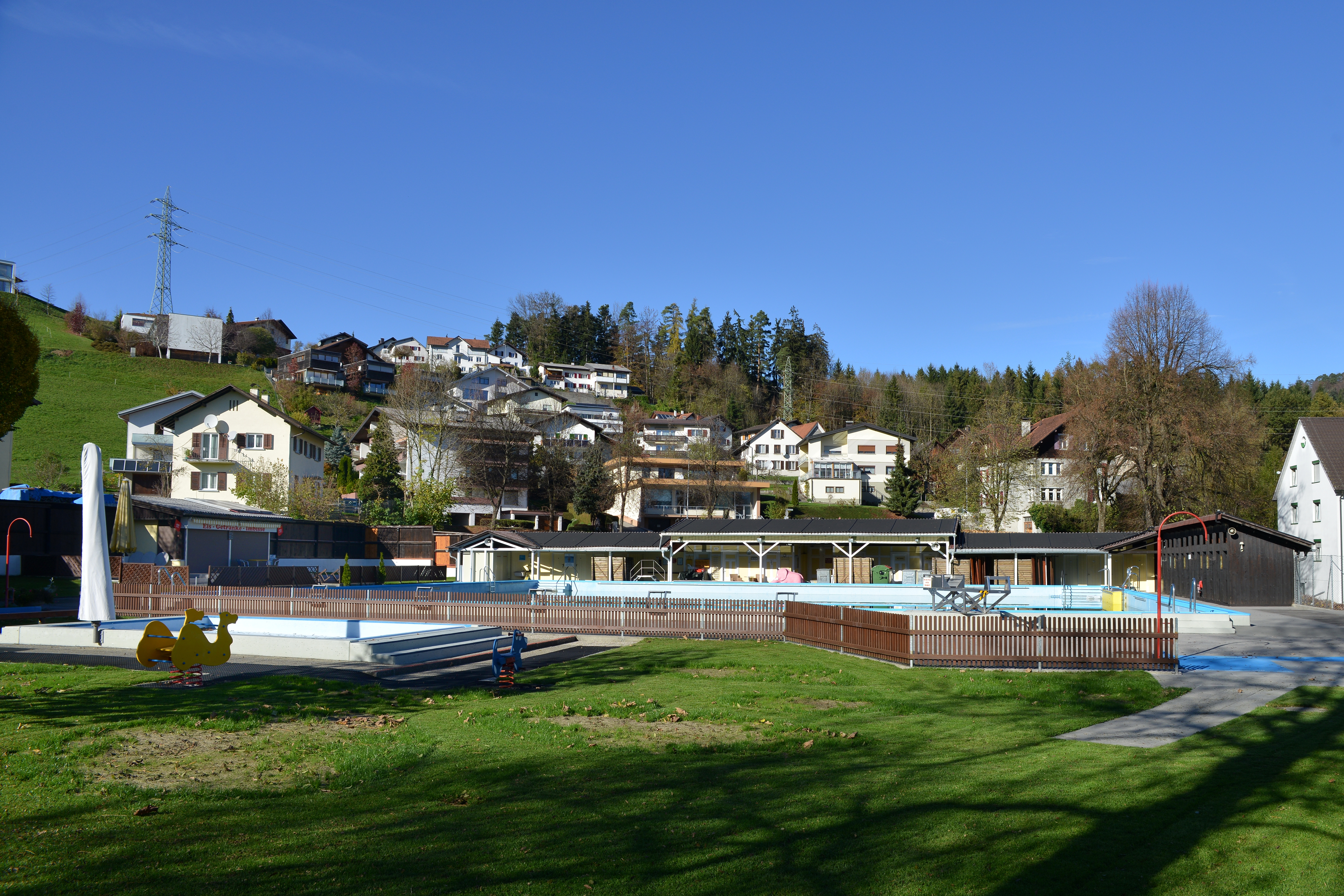
Schwimmbecken und Infrastruktur des Schwimmbads Felsenau, im Hintergrund Häuser des Frastanzer Ortsteils Fellengatter

Das Schwimmbad Felsenau im Frastanzer Ortsteil Fellengatter ist das älteste noch bestehende Freischwimmbad Vorarlbergs und besteht bereits seit 1903. Die Gebäude des Freibads stehen unter Denkmalschutz. 

## Geschichte
Nach längerer Planungszeit mit Standortsuche fand nach zweieinhalbmonatiger Bauzeit am 23. Juli 1903 die Eröffnung des Schwimmbades statt. Die örtlichen Baufirmen Caspar Hilty und Seraphim Pümpel sowie die für die Wasserinstallationen verantwortliche Firma Keck errichteten ein Becken von 32 × 30 m mit 0,5 bis 3 m Tiefe, 37 Kabinen und weitere sanitäre Einrichtungen. Gebadet wurde getrennt nach Geschlechtern. Diese Regelung wurde erst 1938 aufgehoben. Eine Schließung wurde Ende der 1970er Jahre wegen aufkommender Konkurrenz ins Auge gefasst, jedoch durch eine Renovierung 1982 (einschließlich pseudowissenschaftlicher „Wasserbelebung“) und 1991 (Wasserheizung durch Solarenergie) abgewendet.

## Ausstattung
Das Bad verfügt über ein 33 × 30 m großes Schwimmbecken mit Nichtschwimmerbereich und Sprungbrett. Im Kinderbecken steht eine kindgerechte Rutschbahn. Im Schwimmbad erinnern zahlreiche Schautafeln an die lange Historie des Bads.